# アドリアーノ・チェレンターノ
アドリアーノ・チェレンターノ（Adriano Celentano、1938年1月6日 - ）は、イタリアの歌手。イタリアを代表する往年のロック・シンガーで、“イタリアのエルビス・プレスリー”、“イタリアのキング・オブ・ロック”などと呼ばれる。数多くのヒット曲を出し、CDの売り上げは1億5000万枚を超える。
サンレモ音楽祭で準優勝になった「24000 baci」は日本でも「2万4千回のキッス」の名でカバーされ、ヒットした。

## 来歴
ミラノ生まれ。時計の修理工など、さまざまな職業に就いたあと、1957年に歌手デビューする。
1960年のフェリーニの映画『甘い生活』には本人役で出演し、ロックを熱唱した。
1961年にサンレモ音楽祭に出場し、「2万4千回のキッス」で準優勝を飾る。
70歳を過ぎてなお現役で、チェレンターノがメインで司会し歌うテレビ番組も持つ。
政治的発言も多く、2005年にイタリア国営放送Raiで放映されていた歌番組『Rockpolitik』では、ベルルスコーニ首相はじめ、時の政治家を風刺しすぎて、放送を阻止しようとした政治家もいたという。
歌のほかに、映画監督、俳優、司会など、多彩な活躍をしている。

## 家族
妻のクラウディア・モーリも歌手、女優として有名である。二人の間に娘が2人（ロジータ、ロザリンダ）と息子（ジャンコモ）がいる。3人とも歌や演技などの芸能活動をしている。長女は、父親が監督した映画『Yuppi du』などに両親とともに出演したほか、イタリアのリアリティ番組に多数出演。二女は、メル・ギブソン主演の映画『パッション』で悪魔を演じ、注目された。

## ディスコグラフィ

### スタジオ・アルバム
- Adriano Celentano (1960年) ※with Giulio Libano and his Orchestra
- Furore (1960年)
- Peppermint Twist (1962年)
- A New Orleans (1963年)
- Non mi dir (1965年)
- La festa (1966年)
- Il ragazzo della via Gluck (1966年)
- Azzurro/Una carezza in un pugno (1968年)
- Adriano rock (1968年)
- Le robe che ha detto Adriano (1969年)
- Pioggia di successi (1969年)
- Il forestiero (1970年)
- Er più – Storia d'amore e di coltello (1971年)
- I mali del secolo (1972年)
- La storia di uno... Adriano Celentano (1973年)
- 『ノスタルロック』 - Nostalrock (1973年)
- Yuppi du (1975年)
- Svalutation (1976年)
- Disco dance (1977年)
- Tecadisk (1977年)
- Ti avrò (1978年)
- Geppo il folle (1978年)
- Il concerto di Adriano (1979年)
- Soli (1979年)
- Un po' artista un po' no (1980年)
- Tu non-mi lascerai (1980年)
- Deus (1981年)
- Uh... uh... (1982年)
- Storia d'amore (1982年)
- Atmosfera (1983年)
- I miei americani (1984年)
- Joan Lui (1985年)
- I miei americani 2 (1986年)
- La pubblica ottusità (1987年)
- Il re degli ignoranti (1991年)
- Quel punto (1994年)
- Arrivano gli uomini (1996年)
- Mina Celentano (1998年) ※ミーナとのデュエット・アルバム
- Io non-so parlar d'amore (1999年)
- Esco di rado e parlo ancora meno (2000年)
- Per sempre (2002年)
- C'è sempre un motivo (2004年)
- C'è sempre un motivo + L'Indiano (2005年)
- Dormi amore, la situazione non è buona (2007年)
- Facciamo finta che sia vero (2011年)
- Le Migliori (2016年)
- Adrian (2019年)

### 主なシングル
- 「2万4千のキッス」 - "24000 baci" (1961年) ※藤木孝、ゴールデンハーフらがカバーした。
- "Prisencolinensinainciusol" (1972年)

## フィルモグラフィ
- 『ルガンティーノ』（1973年）- 主演
- Yuppi Du（1976年）- 監督・主演。ナストロ・ダルジェント作曲賞受賞。
- 『土曜日、日曜日、そして金曜日』（1978年）- 主演
- 『お手をどうぞ』（1980年）- 主演
- 『類猿人ビンゴ・ボンゴ』（1982年）- 主演
- Joan Lui - ma un giorno nel paese arrivo io di lunedì （1985年）- 監督・主演